# 고래밥
고래밥은 1984년 3월에 오리온이 출시한 과자로 빼빼로,초코송이처럼 일본의 과자를 참고한것. 2016년 중국에서는 好多魚라는 이름으로 수출되었다.
1984년 출시 이후 34년만에 2018년 7월에 상어밥이 출시되었다.
2020년 8월에는 공룡알이 출시되었다.

## 고래밥
안에는 각종 다양한 모양들의 과자들이 들어있으며, 종족과 이름은 다음과 같다.
- 고래 (라두)
- 흰동가리 (피시따 → 아네모네)
- 오징어 (징어징가)
- 문어 (대모리 → 문어크)
- 복어 (보고 → 요리보고)
- 게 (크랩시스 → 여보게)
- 거북 (부기 → 메탈부기)
- 불가사리 (스타피)
- 상어 (샤크진 → 샤크후크)
- 새우 (슈리피 → 누구새우 : 칠리새우맛이 판매된 시기에만 등장한 캐릭터)
- 망치상어 (솜망치)
- 가재 (집게가재)
- 해파리 (파리지앵)
- 소라 (나팔소라)
- 돌고래 (엔돌핀)
- 참다랑어 (따랑해)
- 티라노사우루스
- 타르보사우루스
- 스피노사우루스
- 데이노수쿠스
- 트리케라톱스
- 파라사우롤로푸스
- 스테고사우루스
- 브라키오사우루스
- 프테라노돈

## 맛
- 오리지널맛
- 볶음양념맛
- 감자고래밥 피자맛
- 허니밀크맛
- 양념치킨맛
- 새우버거맛
- 캠핑소시지맛

단종
- 매콤한맛
- 마린블루스 고래밥
- 칠리새우맛
- 구운소금맛
- 감자치즈맛
- 고래밥카레
- 고래밥치즈